# Subdelegado
Subdelegado (en francés: subdélégué) era el funcionario encargado del gobierno local de una subdelegación o partido. 

## Origen
El origen de este cargo, al igual que el de intendente, es francés y su adopción en la América española coincide con las reformas borbónicas que adaptaron a los dominios hispanos algunos aspectos de la administración gubernamental propia del Antiguo Régimen en Francia. En la administración francesa de dicha época, el subdélégué era el subordinado inmediato del intendant en el gobierno de la généralité o región. 
Los subdelegados franceses no percibían honorarios. Eran designados por el intendente entre personas de su confianza. El intendente solía retribuir al subdelegado con algunas gratificaciones y beneficios, pero el prestigio que en los pueblos de la provincia llevaba aparejado el cargo y las ventajas implícitas que acarreaba su desempeño, la convirtieron en una ocupación apetecible.

## Imperio español
En el Imperio español el cargo fue creado por la Ordenanza de Intendencias de 1786, en reemplazo de los corregidores. Las subdelegaciones se correspondían. así mismo, a los antiguos corregimientos. El superior inmediato del subdelegado era el intendente. Por su parte la subdelegación se dividía en distritos, en los que el subdelegado nombraba tenientes de subdelegado.

## Hispanoamérica
El cargo de subdelegado y la división administrativa correspondiente siguieron vigentes en muchos países hispanoamericanos tras las guerras de independencia de principios del siglo XIX.
En Chile, por ejemplo, existieron subdelegados hasta 1976, cuando fueron definitivamente reemplazados en su totalidad por alcaldes y los partidos se transformaron en comunas.

## España
En la organización administrativa española, el subdelegado del Gobierno es el representante del Gobierno central en cada provincia. Esta figura vino a sustituir, en 1997, a los antiguos gobernadores civiles. Le corresponden funciones de dirección de los servicios integrados de la Administración general en su provincia, así como de inspección y supervisión de los no integrados. Además, tiene asignada la cooperación y colaboración tanto con las corporaciones locales de la provincia en que se halle como con los órganos del mismo ámbito territorial de su comunidad autónoma.